# 滇藏续断
滇藏续断（学名：Dipsacus inermis var. mitis）为川续断科川续断属下的一个变种。

## 扩展阅读
- 維基物種上的相關：滇藏续断